# Mataranga (famiglia)
I Matranga, Mataranga o Matrangolo (in albanese Matrënga) furono una nobile famiglia albanese del XIII e XV secolo. 
I membri di questa famiglia includono governanti locali, funzionari bizantini e scrittori. Dopo l'occupazione dell'Albania dall'Impero ottomano, parte della famiglia emigrò nel regno della Corona d'Aragona in Italia (Napoli e Sicilia). I loro discendenti vivono ancora oggi nei villaggi, paesi e cittadine di lingua albanese d'Italia (arbërisht) di tutto i sud, dove continuarono a mantenere la lingua e la cultura degli antichi avi.

## Storia

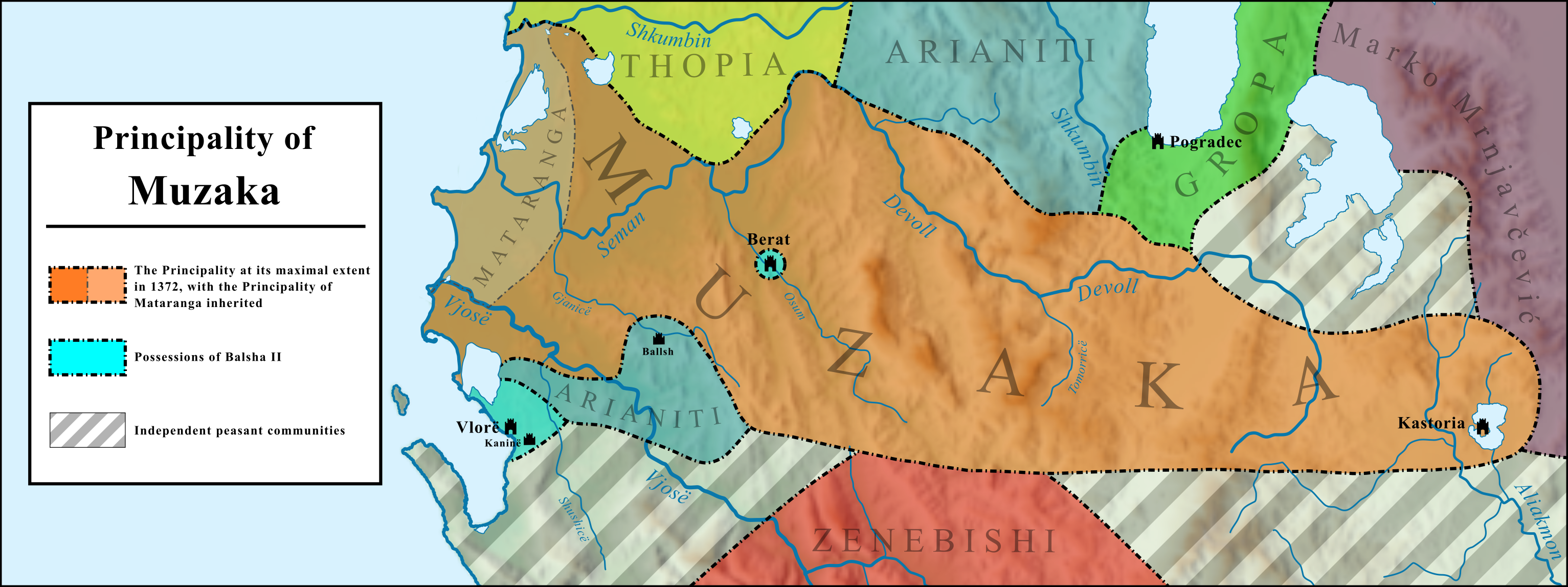
Il Principato dei Matranga

Prima del 1284, la famiglia Matranga fu vassalla sia di Carlo d'Angiò, nel periodo in cui creò il Regno d'Albania, che del nipote Filippo di Taranto. Furono attestati per la prima volta nel 1297 in un documento ragusano i cui membri stavano attaccando i mercanti ragusani nella regione della laguna di Karavasta. I Matranga, governanti del territorio tra le città di Durazzo e Valona, furono descritti all'epoca come sudditi dell'imperatore bizantino. La famiglia potrebbe essere diventata vassalla dell'imperatore bizantino nel periodo compreso tra il 1284 e il 1288, quando la regione, che faceva parte del Regno d'Albania, fu conquistata dall'impero bizantino. Tuttavia alla fine abbandonarono la loro fedeltà ai bizantini e accettarono nuovamente con entusiasmo la sovranità angioina nel 1304, quando Filippo di Taranto riconquistò Durazzo con l'aiuto dei nobili albanesi locali.

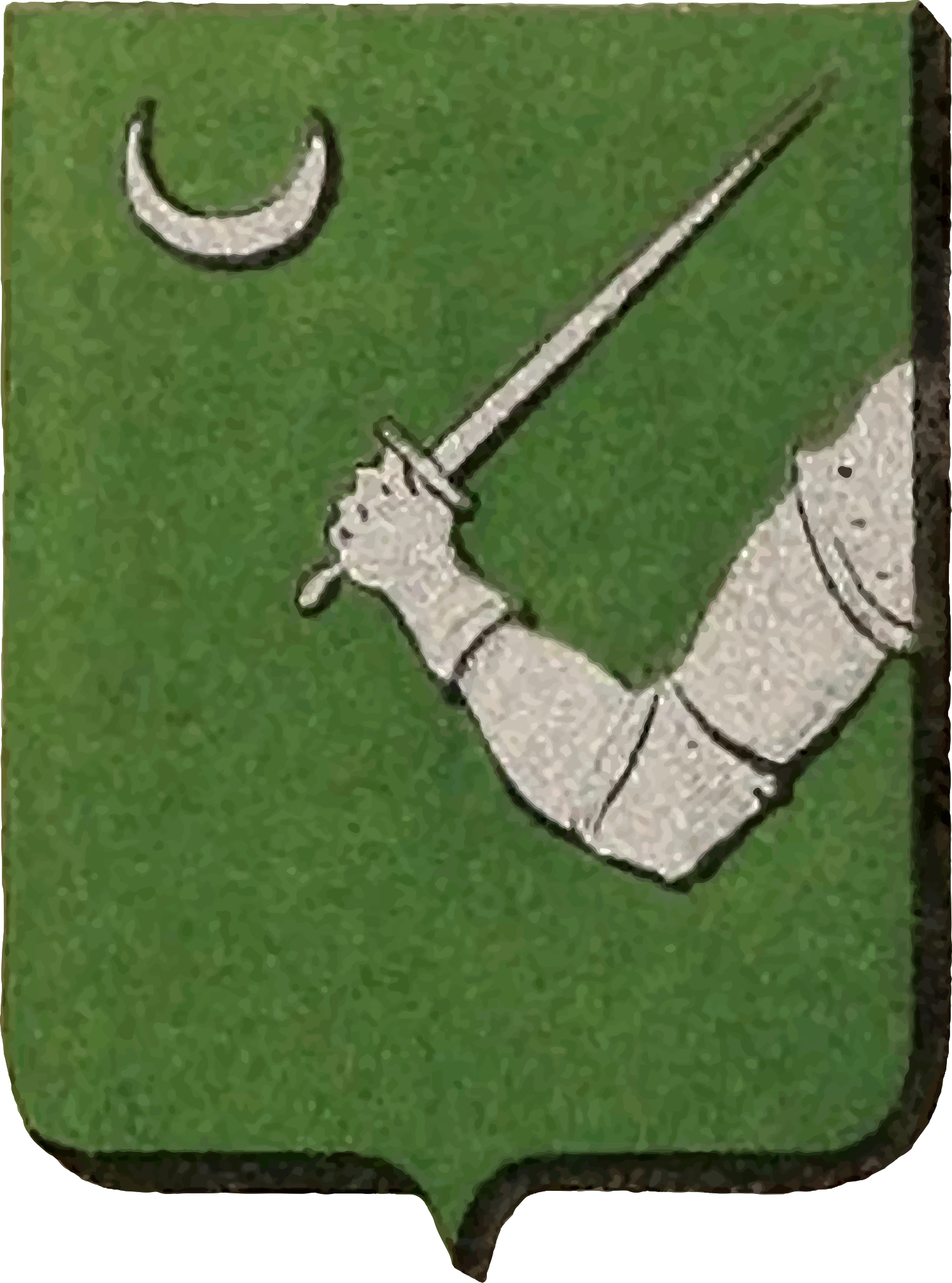
Stemma della famiglia Matranga

Durante questo periodo i membri della famiglia furono attivi anche nell'amministrazione bizantina. Una persona di nome Mataringides, che fu coinvolto in un complotto contro Andronico II Paleologo, è menzionata come allievo di Manuele Moscopulo.  Un altro membro della famiglia, Nicholas Matarangos, divenne uno dei quattro giudici generali, membro della massima corte imperiale ed ebbe un ruolo di primo piano nella guerra civile bizantina del 1341-1347.
Dopo il giuramento di fedeltà a Filippo di Taranto, i Matranga continuarono a mantenere stretti legami con la famiglia angioina. L'avanzata del Regno di Serbia era fonte di continue preoccupazioni. Un certo Paolo Mataranga è menzionato nel 1319, insieme ad altri signori albanesi, in coalizione con Filippo di Taranto contro Stefano Milutin. Tuttavia i loro territori furono infine inclusi nel Regno di Serbia prima del 1343.
Dopo la morte di Stefano Dušan (1355), un membro della famiglia, Blasius Matarango (fl. Vlash Matranga), governò successivamente un principato nel territorio tra Shkumbini e Seman come sebastocratore tra il 1358 e il 1367, riconosciuto sotto la sovranità di Simeon Uroš.

## Membri
- (forse) Matarangides (fl. 1305)[8], probabilmente da Dyrrhachion,  allievo di Manuele Moscopulo che prese parte al complotto contro Andronico II Paleologo che portò alla sua prigionia.
- Nicholas Matarango (fl. 1341-1347), uno dei quattro giudici generali, membro della più alta corte imperiale, che ebbe un ruolo di primo piano nella guerra civile bizantina del 1341-1347.
- Paolo Matarango (fl. 1319).
- Eufemia Matarango, (in albanese: Efimia/Efthimia), sposata con Andrea II Muzaka dal quale ebbe 5 figli.
- Blasius II Matarango.[6]